# Samuel Ekeroth
Samuel Ekeroth, född 1 augusti 1755 i Tjällmo församling, Östergötlands län, död 20 mars 1824 i Östra Eneby församling, Östergötlands län, var en svensk präst.

## Biografi
Samuel Ekeroth föddes 1755 i Tjällmo församling. Han var son till kronofogden Elias Ekeroth i Bankekind och Beata Margareta Bohlius. Ekeroth studerade i Linköping och blev vårterminen 1773 student vid Uppsala universitet. Han avlade magisterexamen 10 juni 1779 och prästvigdes i Uppsala domkyrka 24 maj 1781. Ekeroth avlade pastoralexamen 1783 och blev 9 juli samma år hovpredikant hos hertigen av Östergötland. Den 7 september 1784 blev han kyrkoherde i Östra Eneby församling (som extra sökande), med tillträde 1786. Ekeroth var respondent vid prästmötet 1793 och blev 9 augusti 1794 prost. Han avled 1824 i Östra Eneby församling.

### Familj
Ekeroth gifte sig 10 januari 1786 med Catharina Elisabet Edman (1760–1820). Hon var dotter till akademiboktryckaren Johan Edman och Catharina Elisabet Broocman i Uppsala. De fick tillsammans barnen lagmannen Johan Ekeroth (1786–1844), studenten Elias Ekeroth (1789–1829), lantbrukaren Samuel Ekeroth (1791–1855) på Överstad i Askeby församling, Catharina Margareta Ekeroth (1794–1798), Anna Gustava Ekeroth som var gift med kyrkoherden Lars Gustaf Könsberg i Nykils församling och Sven Reinerus Ekeroth (1800–1800).